# Bitva u Chairóneie
Bitva u Chairóneie byla vybojována 2. srpna roku 338 př. n. l. v Bojótii ve středním Řecku. Filip II. Makedonský zde dosáhl svého největšího vítězství. Jeho vojsko v celkové síle kolem 32 000 mužů porazilo spojené vojsko Athéňanů, Thébanů a jejich spojenců, čímž ustavilo makedonskou hegemonii v Řecku.
Obě strany už toužily po střetnutí se v bitvě, čemuž odpovídala také míra jejich elánu a odvahy.
Ačkoli bylo jejich vojsko počtově slabší, měli Makedonci před bitvou přece jen lepší vyhlídky, neboť už dříve podstoupili mnoho těžkých bitev, dosáhli řady vítězství a oplývali tedy mnohem více válečnými zkušenostmi než jejich protivníci. Rovněž disponovali mnohem schopnějšími veliteli. Nejlepší vojevůdci Athén: Ifikratés, Chabriás a Tímotheos, byli již mrtví a z těch, kteří zůstali dosud na živu, nebyl Charés o moc lepším vojákem než ostatní bojovníci.

## Průběh bitvy
Bitva samotná byla střetem mezi falangou Athéňanů a Thébanů na jedné straně a Filipovy makedonské falangy na straně druhé. Řecká aliance, vytvořená z podnětu Démosthena, rozestavila své oddíly tak, že 10 000 Athéňanů drželo levé křídlo, střed linie drželi spojenci a žoldnéři a Thébané zaujali postavení na pravém křídle (zde byl také umístěn elitní thébský „svatý oddíl“). V makedonské sestavě velel Filip pravému křídlu. Jeho syn Alexandr, třebaže byl zatím příliš mladý, vynikal svojí statečností a energičností v akci, měl na starosti levé křídlo (ovšem za dohledu nejlepších králových velitelů). Makedonská těžká jízda se nacházela v záloze.

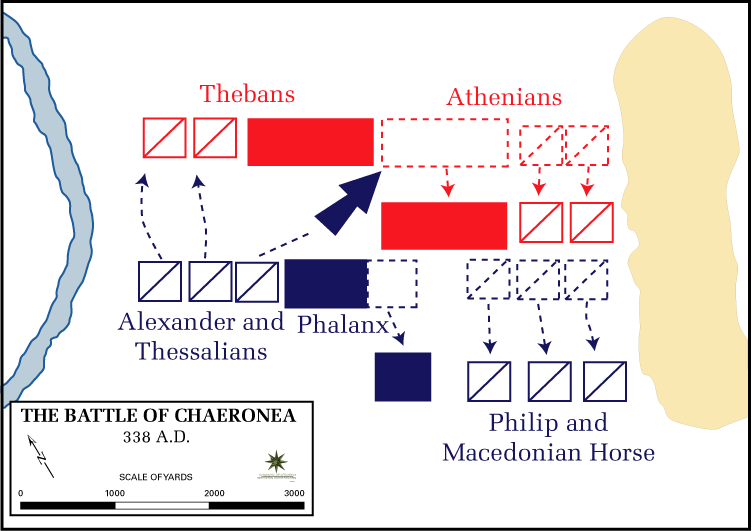
Průběh bitvy u Chairóneie

Rozhořčený boj probíhal po dlouhou dobu velmi vyrovnaně a na obou stranách padlo mnoho mužů. Pak prý Filip úmyslně stáhl své vojáky na pravém křídle (třebaže nelze vyloučit možnost, že tento ústup byl vynucený tlakem nepřítele), aby tak narušil řeckou linii. Alexandr, dychtivý dokázat otci svoji zdatnost, prolomil se svými druhy (hetairoi) jako první nepřátelskou linii a vytvořil tak značnou mezeru v postavení Řeků.
Filip však nechtěl Alexandrovi přepustit hlavní zásluhu na vítězství a vyburcoval proto své muže ke smělejšímu náporu. Odvážní, avšak méně vycvičení Athéňané nebyli schopni odolat tlaku jeho makedonských veteránů a v boji podlehli. Poté, co byli Athéňané zahnáni na útěk, se Thébané ocitli v sevření nepřítele, čímž byl konečně zlomen jejich houževnatý odpor. Z proslaveného svatého oddílu, tvořeného 300 muži (150 stejnopohlavními páry), 254 na bitevním poli padlo. Zbylých 46 bylo zraněno a zajato.
Diodóros Sicilský ostatně stejně jako většina antických historiků připisoval hlavní zásluhu na makedonském vítězství Alexandrovi, neboť boj byl prakticky nerozhodný až do okamžiku, kdy Alexandrova jízda pronikla nepřátelskou linií a donutila tak Řeky k ústupu. Více než tisíc Athéňanů v bitvě ztratilo své životy a téměř 2 000 jich bylo zajato včetně Démosthena, který se údajně pokusil uprchnout. Také mnoho Thébanů bylo v boji zabito nebo upadlo do zajetí.

## Důsledek bitvy

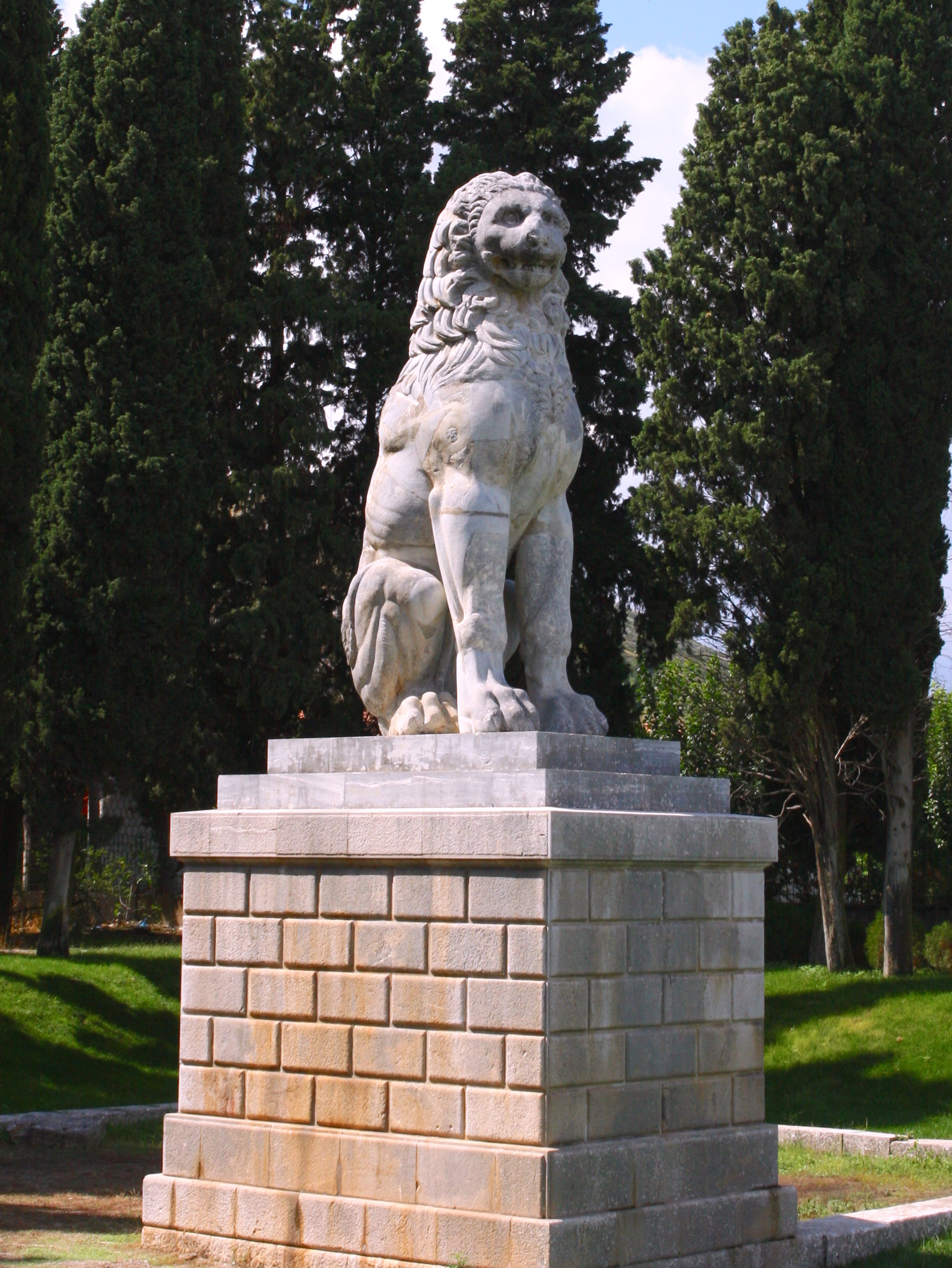
Chaironejský lev vztyčený na památku svatého oddílu

Touto bitvou byla definitivně potvrzena makedonská převaha nad řeckými městskými státy, což o rok později vyústilo ve vytvoření korintského spolku, do jehož čela se postavil Filip. S poraženými Řeky však král zacházel vskutku šetrně. Athény si směly ponechat své demokratické zřízení, kterého je Makedonci zbavili teprve po porážce v lamijské válce v roce 322 př. n. l. Théby však obdržely makedonskou posádku. Když se po Filipově zavraždění chopili Thébané příležitosti a povstali proti Makedoncům, byly Théby v odvetu za to Alexandrovými vojáky v roce 335 př. n. l. zničeny. Bitva u Chairóneie se stala odrazovým můstkem k makedonským výbojům proti perské říši na východě o několik let později a ukončila tak éru řeckých městských států (poleis), jež měly být brzy nahrazeny obrovskými helénistickými říšemi.